# Лікар-гастроентеролог
Лікар-гастроентеролог — фахівець у галузі гастроентерології, медичний працівник, що займається діагностикою, лікуванням та профілактикою захворювань травної системи людини.

## Завдання та обов'язки
- Надає спеціалізовану медичну допомогу хворим на захворювання органів травлення (крім інфекційних та онкологічних), а також швидку та невідкладну допомогу.
- Застосовує сучасні методи дослідження, діагностики та лікування.
- Організує і проводить диспансеризацію населення відповідно до встановленого переліку нозологічних форм.
- Здійснює нагляд за побічними реакціями/діями лікарських засобів.
- Працює в тісному контакті з лікарями інфекційного, онкологічного, хірургічного профілю, з іншими службами та організаціями; проводить консультації хворих.
- Здійснює експертизу тимчасової та стійкої непрацездатності, бере участь у роботі лікарсько-консультативної та медико-соціальної експертної комісій.
- Забезпечує проведення протиепідемічних заходів при появі інфекційних захворювань з ураженням шлунково-кишкового тракту.
- Дотримується принципів медичної деонтології. Керує роботою середнього медичного персоналу. Планує роботу та проводить аналіз її результатів. Веде лікарську документацію. Бере участь у поширенні медичних знань серед населення. Постійно удосконалює свій професійний рівень.

### Повинен знати
- чинне законодавство про охорону здоров'я та нормативні документи, що регламентують діяльність органів управління та закладів охорони здоров'я; основи права в медицині; права, обов'язки та відповідальність лікаря-гастроентеролога;
- організацію терапевтичної та гастроентерологічної, швидкої та невідкладної допомоги;
- нормальну та патологічну анатомію і фізіологію органів і систем людини;
- основи водно-електролітного обміну, кислотно-основної рівноваги крові, гемостазу;
- основи дієтотерапії;
- діагностику, диференційну діагностику, клініку, методи лікування, реабілітацію, диспансеризацію та експертизу непрацездатності при захворюваннях органів шлунково-кишкового тракту;
- основи фармакотерапії та фітотерапії;
- дію мінеральних вод;
- методи фізіотерапії та лікувальної фізкультури;
- показання та протипоказання до санаторно-курортного лікування;
- першу та невідкладну допомогу при захворюваннях шлунково-кишкового тракту;
- загальні, функціональні та спеціальні методи дослідження, що застосовуються в гастроентерології;
- сучасну класифікацію хвороб шлунково-кишкового тракту;
- клініку і діагностику інфекційних захворювань та «гострого живота»;
- правила оформлення медичної документації; передові інформаційні та Інтернет технології; сучасну наукову літературу та науково-практичну періодику за фахом, методи її аналізу та узагальнення.

## Кваліфікаційні вимоги
Лікар-гастроентеролог вищої кваліфікаційної категоріїповна вища освіта (спеціаліст, магістр) за напрямом підготовки «Медицина», спеціальністю «Лікувальна справа». Проходження, інтернатури за спеціальністю «Терапія» з наступною спеціалізацією з «Гастроентерології». Підвищення кваліфікації (курси удосконалення, стажування, передатестаційні цикли тощо). Наявність сертифіката лікаря-спеціаліста та посвідчення про присвоєння (підтвердження) вищої кваліфікаційної категорії з цієї спеціальності. Стаж роботи за фахом понад 10 років.
Лікар-гастроентеролог I кваліфікаційної категоріїповна вища освіта (спеціаліст, магістр) за напрямом підготовки «Медицина», спеціальністю «Лікувальна справа». Проходження інтернатури за спеціальністю «Терапія» з наступною спеціалізацією з «Гастроентерології». Підвищення кваліфікації (курси удосконалення, стажування, передатестаційні цикли тощо). Наявність сертифіката лікаря-спеціаліста та посвідчення про присвоєння (підтвердження) I кваліфікаційної категорії з цієї спеціальності. Стаж роботи за фахом понад 7 років.
Лікар-гастроентеролог II кваліфікаційної категоріїповна вища освіта (спеціаліст, магістр) за напрямом підготовки «Медицина», спеціальністю «Лікувальна справа». Проходження інтернатури за спеціальністю «Терапія» з наступною спеціалізацією з «Гастроентерології». Підвищення кваліфікації (курси удосконалення, стажування, передатестаційні цикли тощо). Наявність сертифіката лікаря-спеціаліста та посвідчення про присвоєння (підтвердження) II кваліфікаційної категорії з цієї спеціальності. Стаж роботи за фахом понад 5 років.
Лікар-гастроентерологповна вища освіта (спеціаліст, магістр) за напрямом підготовки «Медицина», спеціальністю «Лікувальна справа». Проходження інтернатури за спеціальністю «Терапія» з наступною спеціалізацією з «Гастроентерології». Наявність сертифіката лікаря-спеціаліста. Без вимог до стажу роботи.